# Torre atalaya de Mingoandrés

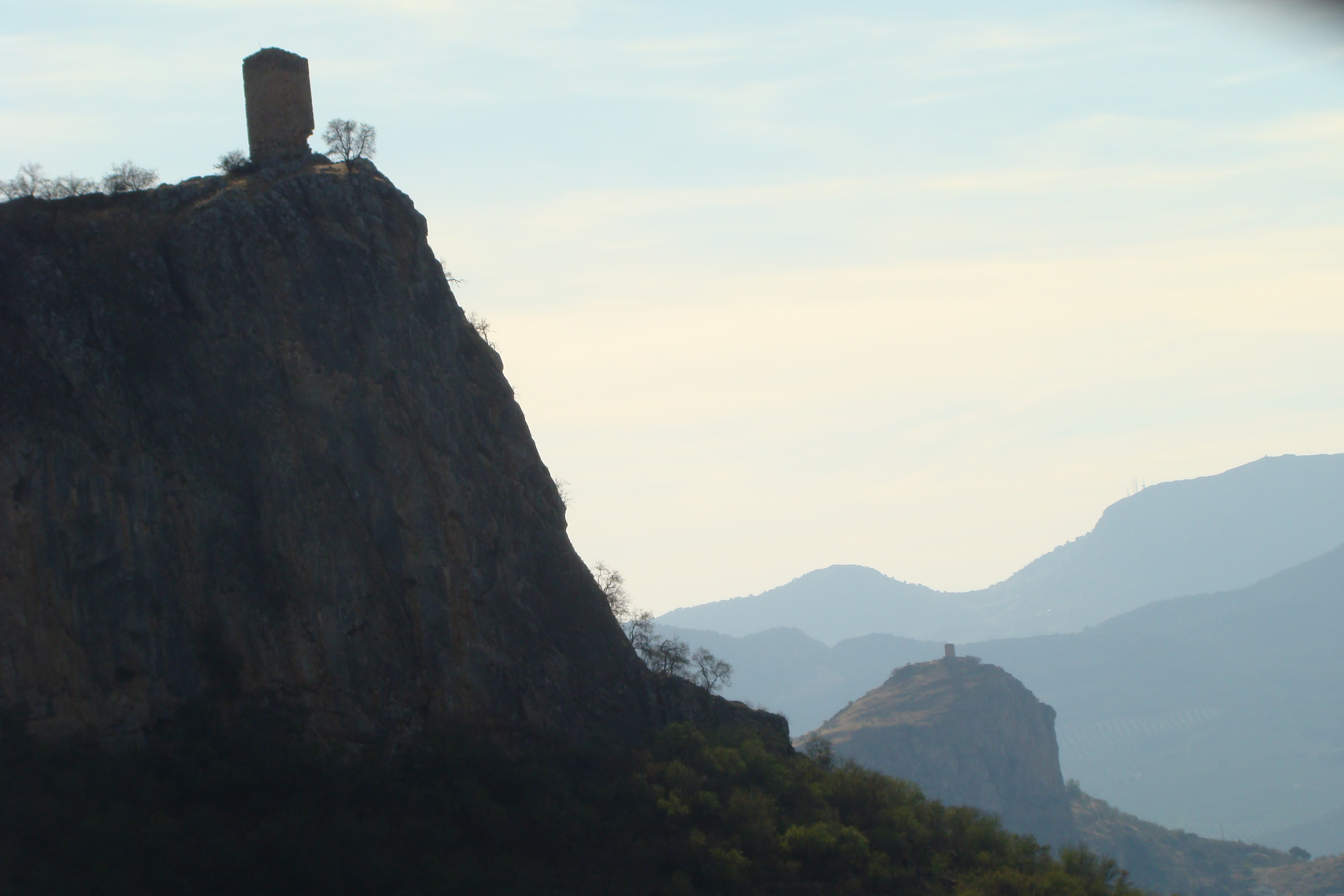
Atalaya de Mingoandrés. Al fondo, la Torre atalaya de la Porqueriza.

La torre atalaya de Mingoandrés es una torre óptica de época nazarí, situada cerca de la localidad de Puerto Lope, en el municipio español de Moclín, en la provincia de Granada (Andalucía).

## Descripción
Se accede a través de una pista, desde la carretera a Alcalá la Real. Tiene planta circular, con obra de mampostería en hiladas de mediano tamaño, con argamasa rica en cal, y con ripios y verdugadas poco definidos. Hay algunos restos de enlucido. El estado de conservación es muy deficiente, con socavamiento de la base. 
Es una torre maciza, como solía ser usual en las torres vigías de la época, que sólo solían disponer de una habitación en su tercio superior, que en este caso no es perceptible, al igual que la puerta de acceso.
Formaba parte del sistema defensivo del poderoso Castillo de Moclín.